# Benny Johansson
Benny Johansson, švedski rokometaš, * 8. maj 1947.
Leta 1972 je na poletnih olimpijskih igrah v Münchnu v sestavi švedske rokometne reprezentance osvojil sedmo mesto.